# Чемпионат СССР по лёгкой атлетике в помещении 1980
Чемпионат СССР по лёгкой атлетике в помещении 1980 года прошёл 14—16 февраля в Москве на зимнем стадионе «Спартак». На протяжении 3 дней были разыграны 25 комплектов медалей.
На соревнованиях было показано несколько рекордных результатов. Главным событием стало высшее мировое достижение, которое установила Ольга Вахрушева в предварительном забеге на 800 метров — 1.58,4. В финале её результат был на две секунды хуже, но и его хватило для победы.
На дистанции 400 метров новыми рекордсменами страны стали Михаил Линге (45,9) и Людмила Чернова (52,3).
Всесоюзными достижениями отметились бегуны на средние дистанции: Владимир Малоземлин пробежал 1500 метров за 3.41,0, а Александр Величко победил в стипль-чезе с результатом 5.25,8.
Валентина Палуйко-Ахраменко установила зимний рекорд страны в прыжке в высоту (1,94 м), опередив серебряного призёра Тамару Быкову на 8 сантиметров.
Рекордные результаты также оказались на счету Натальи Лебедевой (13,19 в беге на 100 метров с барьерами) и Виктора Семёнова (39.20,8 в ходьбе на 10 000 метров).
Чемпионат СССР по многоборьям в помещении проводился отдельно 1—3 марта 1980 года в Ленинграде.

## Командное первенство
| Место | Команда        |
| ----- | -------------- |
| 1     | РСФСР          |
| 2     | Украинская ССР |
| 3     | Москва         |

## Медалисты

### Мужчины
| Дисциплина             | Золото                                     | Золото  | Серебро                                      | Серебро | Бронза                                    | Бронза  |
| ---------------------- | ------------------------------------------ | ------- | -------------------------------------------- | ------- | ----------------------------------------- | ------- |
| 60 м                   | Андрей Шляпников Москва                    | 6,70    | Николай Колесников Ленинград                 | 6,71    | Александр Аксинин Ленинград               | 6,71    |
| 100 м                  | Андрей Шляпников Москва                    | 10,46   | Владимир Игнатенко Украинская ССР Киев       | 10,48   | Александр Аксинин Ленинград               | 10,51   |
| 400 м                  | Михаил Линге Москва                        | 45,9    | Виктор Бураков Украинская ССР Киев           | 46,8    | Сергей Ловачёв РСФСР Московская область   | 47,0    |
| 800 м                  | Николай Киров Белорусская ССР Гомель       | 1.48,5  | Анатолий Решетняк Украинская ССР Симферополь | 1.48,5  | Владимир Малоземлин РСФСР Тольятти        | 1.49,3  |
| 1500 м                 | Владимир Малоземлин РСФСР Тольятти         | 3.41,0  | Сергей Сафроненко Ленинград                  | 3.42,1  | Анатолий Мамонтов Молдавская ССР Кишинёв  | 3.42,8  |
| 3000 м                 | Анатолий Мамонтов Молдавская ССР Кишинёв   | 8.03,6  | Владимир Пономарёв РСФСР Ростов-на-Дону      | 8.04,0  | Александр Серкин РСФСР Свердловск         | 8.04,6  |
| 2000 м с препятствиями | Александр Величко Украинская ССР Львов     | 5.25,8  | Валентин Зайчук Украинская ССР Киев          | 5.26,4  | Анатолий Димов РСФСР Московская область   | 5.27,2  |
| 60 м с барьерами       | Юрий Черванёв Белорусская ССР Минск        | 7,65    | Виктор Мясников Белорусская ССР Минск        | 7,74    | Вячеслав Кулебякин Ленинград              | 7,82    |
| 110 м с барьерами      | Виктор Мясников Белорусская ССР Минск      | 13,75   | Степан Кузив Украинская ССР Львов            | 13,95   | Анатолий Титов Москва                     | 14,17   |
| Прыжок в высоту        | Геннадий Белков РСФСР Куйбышев             | 2,28 м  | Владимир Кунцевич РСФСР Свердловск           | 2,26 м  | Александр Григорьев Белорусская ССР Минск | 2,26 м  |
| Прыжок с шестом        | Константин Волков РСФСР Иркутск            | 5,60 м  | Владимир Поляков Москва                      | 5,60 м  | Сергей Кулибаба Казахская ССР Алма-Ата    | 5,40 м  |
| Прыжок в длину         | Валерий Подлужный Украинская ССР Донецк    | 8,12 м  | Виктор Бельский Белорусская ССР Минск        | 7,80 м  | Александр Бескровный Москва               | 7,76 м  |
| Тройной прыжок         | Яак Уудмяэ Эстонская ССР Тарту             | 16,59 м | Виктор Паршенков РСФСР Калуга                | 16,54 м | Шамиль Аббясов Киргизская ССР Фрунзе      | 16,53 м |
| Толкание ядра          | Анатолий Ярош Украинская ССР Ворошиловград | 20,16 м | Валерий Войкин Ленинград                     | 20,08 м | Михаил Гусев Москва                       | 19,82 м |
| Ходьба на 10 000 м     | Виктор Семёнов РСФСР Чебоксары             | 39.20,8 | Айвар Румбениекс Латвийская ССР Валмиера     | 39.34,6 | Валдас Казлаускас Литовская ССР Вильнюс   | 39.38,6 |

### Женщины
| Дисциплина        | Золото                                      | Золото  | Серебро                              | Серебро | Бронза                                     | Бронза  |
| ----------------- | ------------------------------------------- | ------- | ------------------------------------ | ------- | ------------------------------------------ | ------- |
| 60 м              | Людмила Кондратьева РСФСР Ростов-на-Дону    | 7,34    | Вера Анисимова Москва                | 7,35    | Ольга Короткова Москва                     | 7,35    |
| 100 м             | Людмила Кондратьева РСФСР Ростов-на-Дону    | 11,69   | Наталья Бочина Ленинград             | 11,71   | Раиса Махова Украинская ССР Днепропетровск | 11,98   |
| 400 м             | Людмила Чернова РСФСР Краснодар             | 52,3    | Мария Кульчунова Украинская ССР Киев | 52,9    | Татьяна Гойщик РСФСР Иркутск               | 53,5    |
| 800 м             | Ольга Вахрушева Украинская ССР Донецк       | 2.00,4  | Надежда Мушта РСФСР Брянск           | 2.00,8  | Замира Зайцева Узбекская ССР Андижан       | 2.01,7  |
| 1500 м            | Тамара Сорокина РСФСР Челябинск             | 4.07,8  | Ольга Двирна Ленинград               | 4.08,3  | Замира Зайцева Узбекская ССР Андижан       | 4.08,6  |
| 60 м с барьерами  | Наталья Лебедева Москва                     | 8,14    | Вера Комисова Ленинград              | 8,17    | Нина Дербина РСФСР Краснодар               | 8,19    |
| 100 м с барьерами | Наталья Лебедева Москва                     | 13,19   | Нина Дербина РСФСР Краснодар         | 13,34   | Вера Комисова Ленинград                    | 13,35   |
| Прыжок в высоту   | Валентина Палуйко Белорусская ССР Минск     | 1,94 м  | Тамара Быкова РСФСР Ростов-на-Дону   | 1,86 м  | Марина Сысоева Киргизская ССР Фрунзе       | 1,86 м  |
| Прыжок в длину    | Татьяна Скачко Украинская ССР Ворошиловград | 6,62 м  | Иоланда Чен Москва                   | 6,40 м  | Любовь Ильина РСФСР Ростов-на-Дону         | 6,40 м  |
| Толкание ядра     | Светлана Крачевская Москва                  | 19,53 м | Нуну Абашидзе Украинская ССР Одесса  | 19,44 м | Фаина Мельник Москва                       | 19,32 м |

## Чемпионат СССР по многоборьям
Чемпионы страны в многоборьях определились 1—3 марта 1980 года в Ленинграде на Зимнем стадионе. Одновременно с чемпионатом проходил матч СССР — США. Оба турнира с высшими мировыми достижениями выиграли советские многоборцы. Александр Невский набрал 6043 очка в семиборье, а Екатерина Смирнова стала лучшей в пятиборье с суммой 4690 очков.

### Мужчины
| Дисциплина | Золото                                   | Золото           | Серебро               | Серебро          | Бронза                    | Бронза            |
| ---------- | ---------------------------------------- | ---------------- | --------------------- | ---------------- | ------------------------- | ----------------- |
| Семиборье* | Александр Невский Белорусская ССР Гомель | 6043 очка (6182) | Сергей Желанов Москва | 5873 очка (6024) | Александр Шабленко Москва | 5825 очков (5989) |

### Женщины
| Дисциплина | Золото                           | Золото            | Серебро                    | Серебро           | Бронза                      | Бронза            |
| ---------- | -------------------------------- | ----------------- | -------------------------- | ----------------- | --------------------------- | ----------------- |
| Пятиборье* | Екатерина Смирнова РСФСР Рыбинск | 4690 очков (4787) | Ольга Курагина РСФСР Киров | 4609 очков (4651) | Наталья Коротаева Ленинград | 4548 очков (4670) |

* Для определения победителя в соревнованиях многоборцев использовалась старая система начисления очков. Пересчёт с использованием современных таблиц перевода результатов в баллы приведён в скобках.